# Rio Biucoș
O Rio Biucoş é um rio da Romênia afluente do Rio Baraolt, localizado no distrito de Covasna.